# Эсхатологические мифы

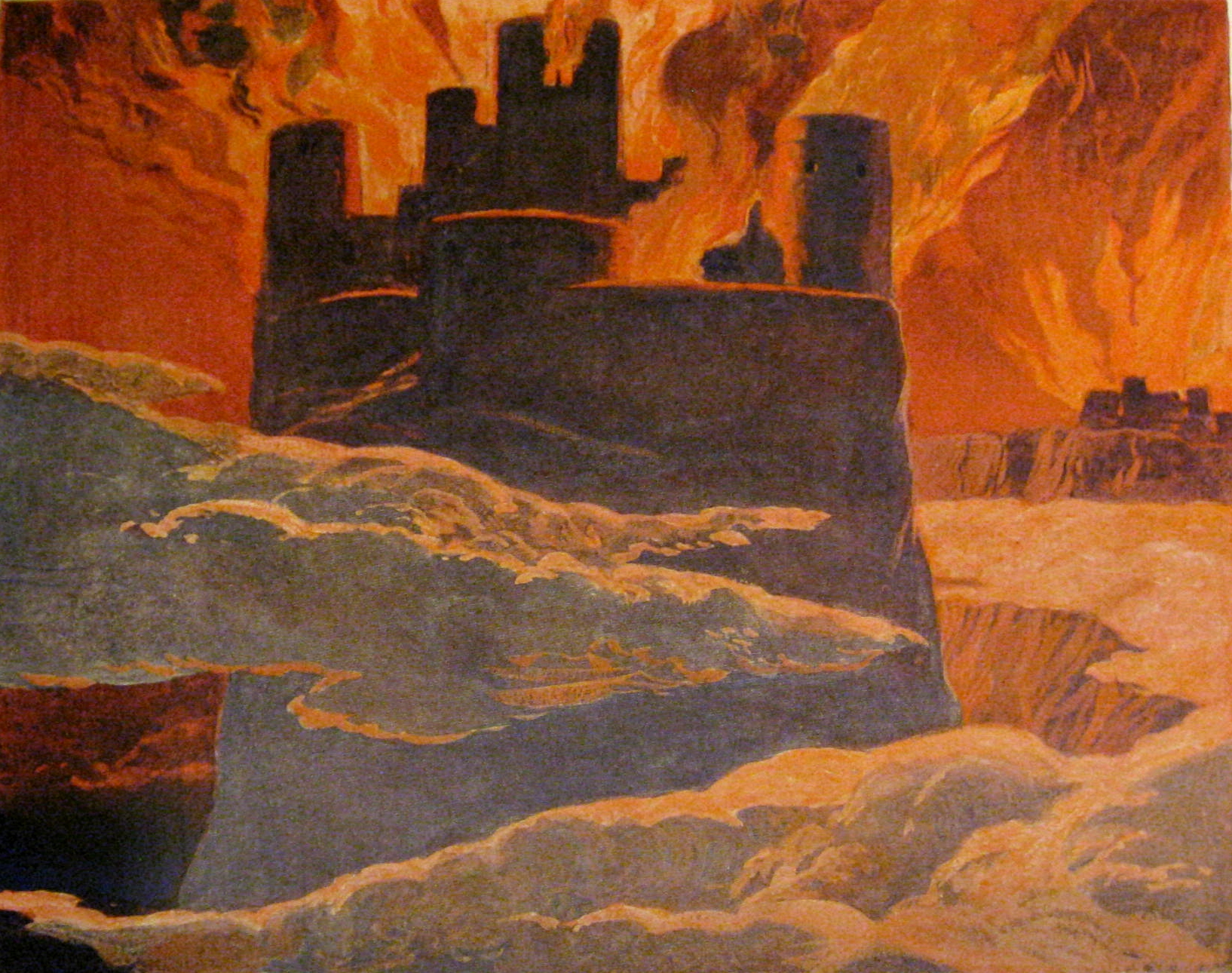
Рагнарёк, гибель мира в скандинавской мифологии. Эмиль Дёплер

Эсхатологи́ческие мифы (от др.-греч. ἔσχατος, «конечный, последний») — мифы о предстоящем в будущем, согласно мифологической традиции, конце мира, конце света, о «последних» вещах. Возникают относительно поздно и опираются на модели календарных мифов, мифов о смене эпох, космогонических мифов. Космогонические и этиологические мифы составляют основное содержание архаичных мифологий.
К эсхатологическим мифам восходит эсхатология, религиозное учение и раздел богословия.
Эсхатологические мифы противоположны космогоническим мифам, мифам творения, и повествует об уничтожении мира — гибели суши во всемирном потопе, разрушении, хаотизации космоса и др. Мифы о катастрофах, которые будут сопровождать смену эпох, рассказывают о таких событиях как гибель великанов или богов старшего поколения, существовавших до появления человека, периодические катастрофы и обновления мира. Повествования об этих событиях составляют единое целое с мифами, в которых описана конечная гибель мира. Нередко, согласно эсхатологическим мифам, катастрофа следует за нарушением права и морали, распрями, преступлениями людей, которые требуют возмездия богов. В разных мифах гибель мира может вызывать огонь, потоп, космические сражения с демоническими силами, голод, жара, холод и др.
Относительно развитые эсхатологические мифы присутствуют в традициях коренных народов Америки, в таких мифологиях, как скандинавская, индуистская, иранская, христианская («Апокалипсис»).
Эсхатологические представления были направлены на преодоление свойственного архаичной традиции циклического понимания мироздания, заменяя такое понимание идеей линейности мира и истории. Эсхатологические представления способствовали усилению этических взглядов на историю, которая стала рассматриваться как постоянная борьба добра со злом, а конец мира как финальная схватка между этими силами (скандинавский Рагнарёк). Эти взгляды получили наибольшее развитие в учениях зороастризма, иудаизма и христианства, в мессианистских концепциях и синкретических религиозных системах.

## Происхождение
Эсхатологических мифов не прослеживается в традициях, которые сохраняют первобытный уклад. В архаичных мифологиях характерными являются мифы о катастрофе, которая отделяет мифическое время от нынешнего. Такой катастрофой может быть потоп, пожар, гибель поколения великанов (таких персонажей как нарты, онары и др.), которые обитали на земле до людей. Эти повествования не являются собственно эсхатологическими мифами, но в них допускается возможность мировой катастрофы. Кроме того, на формирование идеи, что мир может погибнуть, оказали влияние календарные мифы, повествующие о таких явлениях, как смерть и воскресение природы (и персонифицирующих её богов, таких как Осирис, Персефона), силы хаоса, злые духи и чудовища, которые угрожают существованию космоса, а также мифы о неудачных попытках сотворения мира (например, в «Пополь-Вух») и смерти и загробном мире (индивидуально-эсхатологические представления). Календарные мифы также легли в основу идеи космических циклов, периодов становления и гибели космоса, которые присутствовали уже в архаичных мифологиях.

## Вариации и развитие
Если большая часть мифов повествует о наиболее важных событиях прошлого, происходивших в особое мифическое время, то эсхатологические мифы рассказывают о грядущем конце света. Эсхатологические мифы являются менее широко распространенными, чем мифы из категорий этиологических и космогонических.
Актуальнее для человека были эсхатологические мифы науа, ацтеков и др., в которые рассказывается о циклических эпохах четырёх солнц. Солнце рассматривалось как воплощение стабильности космоса, а его гибель означала конец света. Из этого следовал вывод, что силы солнца и богов следует поддерживать при помощи регулярных кровавых жертвоприношений, благодаря которым возможна отсрочка очередной катастрофы, землетрясения и голода. Как и в первобытных культурах, в данной традиции ритуал являлся инструментом, позволявшим гармонизировать жизнь вселенной и человека и гарантировавшим их долговечность.
Мировую катастрофу наделяет этической окраской эсхатологизированная германо-скандинавская мифология, которая отразила в поздний период своего развития отмирание родовых традиций. Эсхатологический памятник «Прорицание вёльвы» повествует о клятвах, которые были попраны самими богами. Последний век «бурь и мечей» будет отмечен братоубийствами, совершёнными из корыстных побуждений, гибелью в распрях близких родичей и др., а в конце настанет день «судьбы богов», Рагнарёк.
В наиболее развитом виде идея циклической гибели и обновления мира представлена в индуистской мифологии. Пралая, гибель мира и богов, периодически наступает в результате того, что засыпает Брахма, приходит его ночь. Когда наступает день Брахмы, он снова создаёт мир. В то же время индуистская мифология, особенно на позднем этапе своего развития, включает также идею постепенного упадка добродетели людей от критаюги, золотого века индуистской мифологии, до современной калиюги, когда возобладают пороки и сохранится только четверть дхармы, смешаются варны, люди прекратят исполнять религиозные обряды, а власть получат жестокие чужеземцы. Эта эпоха должна завершиться гибелью мира в огне, который поднимется со дна океана. В индуистской мифологии также присутствует грядущий судья и спаситель людей Калки. При этом представления о цикличности гибели и обновления мира лишают эсхатологические мифы их конечного смысла, в связи с чем, в частности, мир в позднем индуизме осмысляется в качестве результата игры бога Вишну. Аналогией индуистских представлений о югах является античная концепция смены четырёх веков, представленная, в частности, у Гесиода и Овидия).
Архаические модели, в которых человек подчинён безличным вселенским циклам, а род и индивид включены в мировой процесс обновления посредством смерти, оказались нарушенными социальными трансформациями, кризисом архаичной культуры, когда происходил процесс формирования масштабных государств, община и индивид были подчинены деспотической власти, и возникло чувство социальной нестабильности, согласно эсхатологическим представлениям, угрожавшей также стабильности космоса. Для тог, чтобы выйти из безразличного к судьбам людей космического цикла, массовое сознание обратилось к идеям внеприродного мира и стремилось обрести сверхчувственное состояние, такое как буддийская нирвана, вечное блаженство в загробном мире, согласно египетской мифологии. Эсхатологические мифы стали более актуальными в связи с развитием представлений, что бытие является преходящим, а мир историчен. Архаичному стремлению к укреплению стабильного состояния космоса посредством ритуальных действий приходит на смену напряженное ожидание финальной мировой катастрофы, которая должна избавить человека от бед и страданий. Особую завершённость этого процесса демонстрирует иранская мифология. Эсхатологические мифы иранской традиции оказали влияние на аналогичные представления в еврейской мифологии, через неё в христианской мифологии. В христианской апокалиптике отражены иудейские мессианские представления, но распространённые за пределы еврейского народа, что связано с эпохой формирования христианского учения, когда в среде многонациональных низов Римской империи было сильно ожидание грядущего спасения.
Эсхатологические мифы актуализировались и получали развитие особенно в периоды социальных кризисов. Эсхатологические представления отражают пророчества Мани; комментарии Талмуда; учения эпохи Реформации и русского раскола XVII—XVIII веков, в рамках которого считалось, что последние времена и антихрист (Пётр I, согласно раскольникам) уже пришли; ряд современных христианских движений, таких как адвентисты и Свидетели Иеговы; философские и культурологические концепции Николая Бердяева и Освальда Шпенглера. В эпоху колониализма в среде колонизированных народов получили распространение принесённые завоевателями мировые религии. Содержащиеся в этих религиях концепции спасения и избавления породили идеи освобождения от колониального гнёта и новый всплеск эсхатологического мифотворчества. Мессианские идеи могли адаптироваться к местным верованиям, оказывая лишь незначительное влияние на местные мифологические представления. С середины XIX века эсхатологические идеи активно развивались роста антиколониальных движений, которые первоначально в большинстве стран, где они присутствовали, имели религиозную форму с местными «пророками» во главе движения.

## Эсхатология
Эсхатологические мифы легли в основу эсхатологии, раздела богословия, религиозного учения о конечной судьбе мира и человека и всего сущего за пределами истории и нынешнего мира — в «вечности». Различаются индивидуальная эсхатология, представляющая собой учение о посмертной судьбе одной человеческой души, и универсальная эсхатология, составляющая учение о целях и назначении мира и человеческой истории, исчерпании ими смысла, их конце и повествующие о том, что будет следовать за этим концом.
Ранние представления о силах хаоса, злых духах и чудовищах, и т. п. которые угрожают существованию космоса, стали одним из факторов формирования этического религиозного учения о борьбе добра и зла.